# 莫琳·霍布斯
莫琳·霍布斯（英語：Maureen Hobbs，1936年12月2日—），澳大利亚女子草地滚球运动员。她曾代表澳大利亚参加1990年英联邦运动会草地滚球比赛，获得女子双人银牌。